# Esperanza Roy
Esperanza Fuentes Roy (Madrid, 22 de novembre de 1935) és una actriu i vedet espanyola. A l'escena teatral, ha combinat el seu treball en temes de musicals com Por la calle de Alcalá (1983), amb peces de teatre clàssic com Así que pasen cinco años, de García Lorca, La dama boba, de Lope de Vega, La Malquerida de Jacinto Benavente o Divinas palabras de Valle-Inclán. La seva carrera cinematogràfica, incloent-hi les comèdies de destape i la Transició fins a drames, com ara Vida / Perra, que va rebre set premis d'interpretació.

## Biografia
Neix a la tardor de 1935, Esperanza va ser el més jove d'una família de sis germans. Després d'estudiar ballet clàssic, teoria de la música, dansa espanyola, flamenc i claqué, va entrar al ballet de Karen Taft el 1950, i va participar en l'obra musical A todo color, al Teatre Lope de Vega de Madrid. Lliurada a la seva carrera com a ballarina, va ser contractada l'any 1959 per l'Agència Bermudez i va viatjar durant cinc anys a tot Europa. Va coincidir amb Joséphine Baker a l'espectacle-casino de Baden-Baden.
Al seu retorn a Espanya va entrar en el gènere de la revista i es va convertir aviat en la primera vedet, i va arribar a ser contractada per Nati Mistral per a l'estrena de La bella de Texas al Teatro Eslava de Madrid, amb direcció de Luis Escobar.
El 1968 va entrar al cinema espanyol de la mà d'Elías Querejeta, com a protagonista de la pel·lícula Si volvemos a vernos, dirigida per Francisco Regueiro. Després d'una important i diversa carrera als escenaris teatrals i pel·lícules de diversos gèneres, el 1978 va obtenir el premi d'interpretació femenina del Cercle d'Escriptors Cinematogràfics pel seu paper protagonista en la pel·lícula Gusanos de seda de Francisco Rodríguez.
El 1983 va tornar als escenaris del musical i la revista, encapçalant l'elenc de Por la calle de Alcalá amb un èxit popular que motivaria l'edició de 1987 d'una nova versió teatral Por la calle de Alcalá 2. El juliol de 1985 va encapçalar el repartiment de Fiestaristófanes, un espectacle basat en Les assembleistes, d'Aristòfanes, presentat dins del Festival de Mèrida.
Es va casar el 1993 amb el director de cinema Javier Aguirre, amb qui ha rodat pel·lícules que la mateixa actriu considera «les més interessants de la meva carrera», com Vida / Perra i Medea 2. El 2000 va estrenar una biografia de Marlene Dietrich en el centenari del naixement de l'actriu alemanya. El 2010, després de participar en Tórtolas, crepúsculo y telón de Francisco Nieva, Esperanza Roy va anunciar la seva definitiva retirada de la professió a l'edat de 75 anys.

## Premis i reconeixements
Entre els premis més importants:
- Premi Radio Nacional de España a la millor actriu de l'any, el 1971, 1972, 1973 i 1974.
- Premi Sant Jordi (1968), per Si volvemos a vernos.
- Medalla del Cercle d'Escriptors Cinematogràfics a la millor actriu protagonista (1977) per Carne apaleada.[12]
- Fotogramas de Plata (1983) per Vida / Perra.
- Trofeu de la Biennal de Venècia, per Vida / Perra.
- Premi Cinematogràfic Luis Buñuel, per Vida / Gossa.
- Cercle d'Escriptors Cinematogràfics, per Vida / Perra.
- Premi Ercilla a la millor intèrpret femenina (1993), per Yo amo a Shirley Valantine.[13]

## Filmografia (selecció)
- Dos chicas locas, locas (1964), de Pedro Lazaga.
- ¿Qué hacemos con los hijos? (1966), de Pedro Lazaga.
- Si volvemos a vernos (1967), de Francisco Regueiro.
- Pecados conyugales (1969), de José María Forqué.
- ¿Por qué pecamos a los cuarenta (1969), de Pedro Lazaga.
- El cronicón (1969), de Antonio Giménez Rico.
- El jardín de las delicias (1970), de Carlos Saura.
- Guapo heredero busca esposa (1972), de Luis María Delgado.
- Un vasto varón español (1973), de Jaime de Armiñán.
- Return of the blind dead (1973), d'Amando de Ossorio
- Dormir y ligar, todo es empezar (1974), de Mariano Ozores.
- El insólito embarazo de los Martínez (1974), de Javier Aguirre.
- Es pecado, pero me gusta (1976), de Juan Bosch.
- Gusanos de seda (1976), de Francisco Rodríguez.
- Memorias de Leticia Valle (1976), de Miguel Ángel Rivas.
- Carne apaleada (1978), de Javier Aguirre.
- Tú estás loco Briones (1980), de Javier Maqua.
- Vida/Perra (1981), de Javier Aguirre.[14]
- La monja álferez (1986), de Javier Aguirre.
- Divinas palabras (1987), de José Luis García Sánchez.
- Perdona bonita, pero Lucas me quería a mí (1997), de Félix Sabroso.

## Teatre (selecció)
- Tócame Roque (1959)
- Una chica que promete (1962)
- Victoria Express (1965, Teatre Victoria, Barcelona)
- Usted si que vale (1966, Teatre Victoria, Barcelona)
- Una viuda de estreno (1968, Teatro Calderón, Madrid)
- La señora es el señor (1974)
- Así que pasen cinco años (1978).
- La dama boba (1979).
- Llámame... señora (1980).
- Coronada y el toro (1982).
- Aquí no paga nadie (1983)
- Por la calle de Alcalá (1983).
- Salomé (1985).
- Fiestaristófanes (1986).
- Por la calle de Alcalá 2 (1987).
- Una farola en el salón (1989).
- Yo amo a Shirley Valentine (1993).
- La Malquerida (1996).
- Esta noche no estoy para nadie (1998).
- La asamblea de las mujeres (1999).
- Marlene Dietrich, un ángel azul (2000).
- A media luz los tres (2001).
- Divinas palabras (2004).
- Tórtolas, Crepúsculo y Telón (2010).

## Televisió
- El jardín de Venus (1983-1984).
- La Comedia Musical Española (1985), espacio de Fernando García de la Vega dedicat a la revista.
- El Quijote de Miguel de Cervantes (1992), de Manuel Gutiérrez Aragón (en el paper de "Maritornes").
- Tutti Frutti (1991-1992) i Casa para dos (1995), ambdues a Telecinco.
- El 2008 va tornar a la televisió amb la sèrie de Telemadrid Viva Luisa.